# Agrostis canariensis
Agrostis canariensis é uma espécie de gramínea do gênero Agrostis, pertencente à família Poaceae.